# 繸鰭鮗
繸鰭鮗為輻鰭魚綱鱸形目鱸亞目七夕魚科的其中一種，分布於東印度區的印尼蘇門答臘北部海域，棲息深度可達4公尺，體長可達6.3公分，棲息在珊瑚礁，屬肉食性，雄魚有護卵的行為。

## 擴展閱讀
維基物種上的相關：繸鰭鮗